# Orthoporus dybasi
Orthoporus dybasi är en mångfotingart som först beskrevs av Chamberlin 1952.  Orthoporus dybasi ingår i släktet Orthoporus och familjen Spirostreptidae. Inga underarter finns listade i Catalogue of Life.